# Giovanni Battista della Porta
Giovanni Battista della Porta, asimismo conocido como Giovan Battista della Porta o  Giambattista della Porta (Vico Equense, 1 de noviembre de 1535 - Nápoles, 4 de febrero de 1615) fue un filósofo, alquimista, comediógrafo e investigador italiano de fines del siglo XVI y principios del XVII.

## Trayectoria

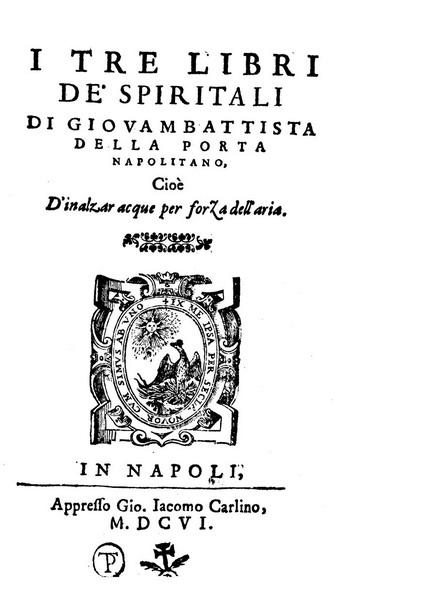
Pneumaticorum libri tres (1606)

Nació cerca de Nápoles (en Vico Equense) este gran erudito tardorrenacentista, filósofo natural y astrónomo italiano. Publicó pronto una Magia naturalis; escribió una Criptología, así como un Ars reminiscendi, sobre la memoria, tema muy desarrollado en el siglo XVI.
Pero se le recuerda por una obra interpretativa y detalladísima que le hizo famoso, la Fisiognomía.
Fue, por otro lado, autor de numerosos descubrimientos experimentales tales como la cámara oscura (el concepto de "cámara" en óptica lo introdujo por primera vez el físico y matemático musulmán Alhacén) y la "linterna mágica" (también atribuida al jesuita Athanasius Kircher que le siguió en el tiempo), así como las primeras y rudimentarias ideas o propuestas sobre cómo construir un anteojo astronómico.

## Libros
- Magia naturalis, 1558 (definitiva, 1589)
- De Furtivis Literarum Notis, 1563 - sobre Criptología
- Ars reminiscendi, 1566
- De humana physiognomonia, 1586 y 1601. Tr.: Fisiognomía, I y II, Madrid, Asoc. Esp. Neuropsiquiatría, 2007 y 2008.